# Hortus Botanicus Amsterdam

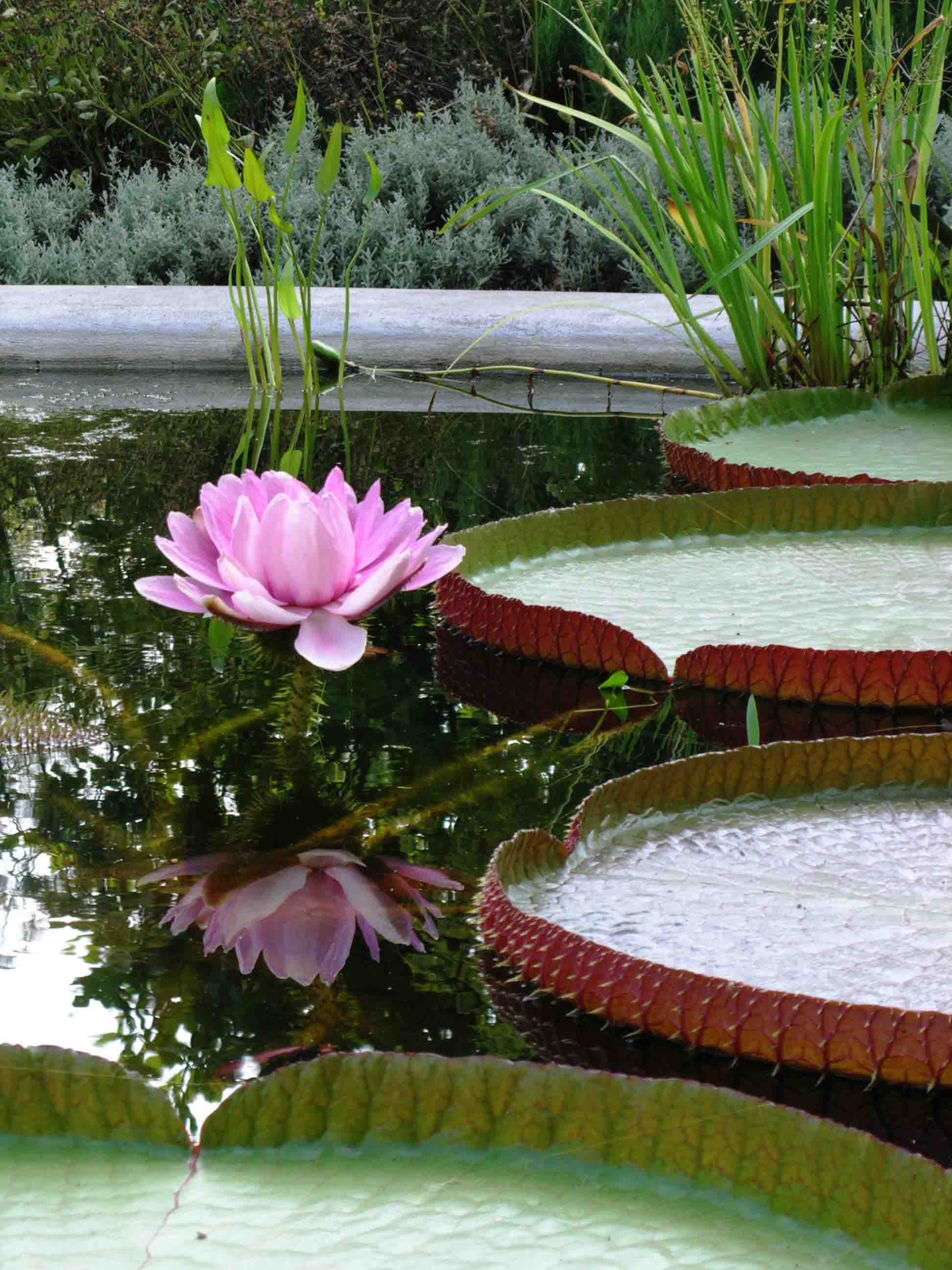
Un nenúfar victoria florit al jardí botànic d'Amsterdam

Hortus Botanicus és el nom d'un jardí botànic d'Amsterdam als Països Baixos. És un dels més antics del món, fundat el 1638 per la ciutat per servir de jardí d'herbes medicinals per als doctors i els apotecaris. Conté més de sis mil arbres i plantes, tropicals i indígenes. El monumental hivernacle de les palmeres data de 1912 i és famós per la seva col·lecció de Cycadophyta.
La col·lecció inicial de l'Hortus Botanicus va ser important durant el segle xvii gràcies a plantes i llavors portades per venedors de la Companyia Holandesa de les Índies Orientals per ser emprades com a medicaments, així com per les seves potencialitats comercials. Una única planta de cafè, el Coffea arabica, provinent de la col·lecció de l'Hortus va servir de parent a la totalitat dels conreus de cafè a Amèrica central i del Sud.
Igualment, dues petites palmeres d'oli portades de Maurici per la Companyia van donar llavors al cap de sis anys, i aquestes van servir per a propagar la planta per tot el sud-est asiàtic, i esdevingué la font principal d'ingressos de les Índies Orientals neerlandeses i ara d'Indonèsia.
Entre les extensions recents fetes a l'Hortus, un gegantí hivernacle càlid ha estat afegit, incorporant tres climes tropicals diferents.